# العزايل
العزايل إحدى بلديات دائرة بني سنوس بولاية تلمسان الجزائرية. هي أول بلدية تواجهك في دائرة بني سنوس ، تزخر العزايل بتنوعها الطبيعي كما تعتبر منطقة فلاحية بإمتياز .